# Hans Krawielitzki

Hans Krawielitzki

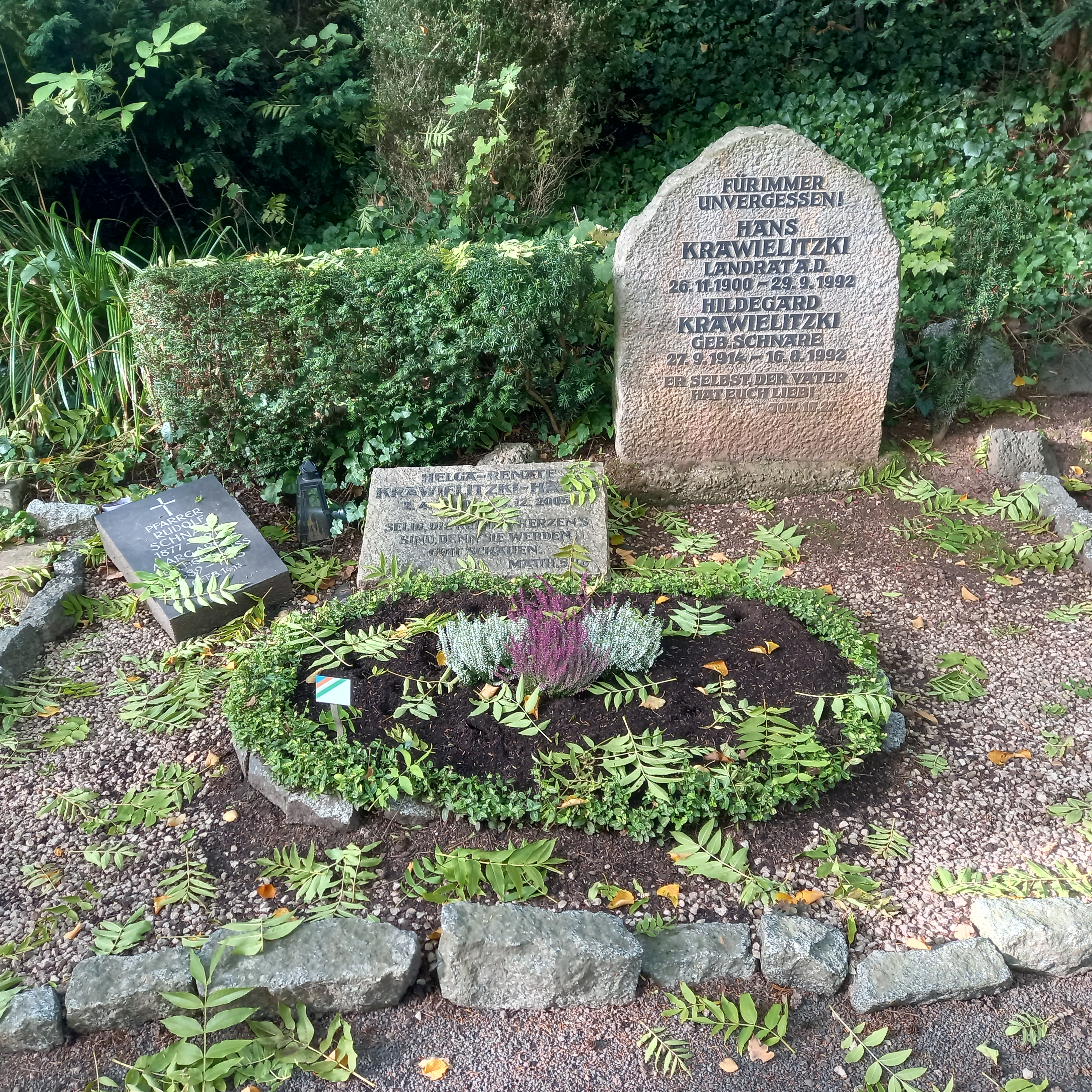
Das Grab von Hans Krawielitzki und seiner Ehefrau Hildegard geborene Schnare im Familiengrab auf dem Hauptfriedhof Marburg

Hans Krawielitzki (* 26. November 1900 in Vandsburg, Landkreis Flatow; † 29. September 1992 Marburg/Lahn?) war ein deutscher Politiker (NSDAP).

## Leben und Wirken
Krawielitzki wurde 1900 als Sohn des Theologen Theophil Krawielitzki geboren. Nach dem Besuch eines Realgymnasiums in Marburg nahm Krawielitzki ab 1918 mit dem Jägerbataillon 11 am Ersten Weltkrieg teil. Anschließend kämpfte er mit einem Freikorps im Osten; ab 1920 studierte er Rechts- und Staatswissenschaften an den Universitäten Marburg und Berlin.
Zum 26. September 1927 trat Krawielitzki in die NSDAP ein (Mitgliedsnummer 68.068). Von 1927 bis 1935 leitete er die NSDAP-Ortsgruppe Marburg. 1928 übernahm er zudem den Posten des Bezirksleiters im NSDAP-Bezirk Marburg und des Kreisleiters des Stadt- und Landkreises Marburg. Vom Februar 1933 bis zum Jahresende 1935 amtierte er zudem als Gauschatzmeister und von März 1934 bis 1935 als Gauinspekteur des Gaues Kurhessen. Im März 1933 wurde er außerdem zum ehrenamtlichen Stadtrat in Marburg ernannt, wo er 1934 auch das Amt eines Ratsherren erhielt.
Vom 21. Januar 1933 bis zur Auflösung dieses Organs am 14. Oktober 1933 saß Krawielitzki als Abgeordneter im Preußischen Landtag, dann von November 1933 bis zum Ende der NS-Herrschaft im Frühjahr 1945 im Reichstag, in dem er den Wahlkreis 19 (Hessen-Nassau) vertrat.
Im Juni 1934 wurde Krawielitzki mit der Leitung des Landkreises Marburg beauftragt. Die offizielle Ernennung zum Landrat erfolgte schließlich mit Wirkung vom 1. April 1936. Am 30. Dezember desselben Jahres verehelichte er sich mit Hildegard Schnare.
1938 hatte Krawielitzki das Amt des Vorsitzenden des Kreisgerichts Marburg inne. Außerdem fungierte er als Sonderbeauftragter des Gauleiters für alle Fragen der Universität Marburg.
Zum Ende des Krieges tauchte Krawielitzki als einfacher Soldat verkleidet ab und ging mutmaßlich in die USA. Im Oktober 1967 gab er ein „Interview zu Fragen des Kriegsendes in Marburg“.